# Plocepasser rufoscapulatus
Plocepasser rufoscapulatus е вид птица от семейство Врабчови (Passeridae).

## Разпространение
Видът е разпространен в Ангола, Замбия, Демократична република Конго и Малави.